# Кемчаяха
Кемчаяха (Тытэмотыяха) (устар. Кемча-Яга) — река в Ханты-Мансийском АО России. Устье реки находится в 100 км по левому берегу реки Лямин 3-й. Длина реки составляет 27 км. Высота устья — 75,6 м над уровнем моря.

## Данные водного реестра
По данным государственного водного реестра России относится к Верхнеобскому бассейновому округу, водохозяйственный участок реки — Обь от города Нефтеюганск до впадения реки Иртыш, речной подбассейн реки — Обь ниже Ваха до впадения Иртыша. Речной бассейн реки — (Верхняя) Обь до впадения Иртыша.